# マルショク流川店
マルショク流川店（マルショクながれかわてん）は、かつて大分県別府市にあった大型総合スーパー・マルショクの店舗。サンリブ・マルショクグループにおいて大分県を管轄する株式会社マルショクが運営していた。2013年2月に閉店し2016年9月に跡地へマルショク流川通り店として再出店している。

## 概要
別府駅近くの流川通り商店街に所在し、マルショク創業の地である別府市における旗艦店として増床を重ねてマルショク・サンリブグループ本店格の店舗のひとつとなった。
マルショク・サンリブグループでは、大型総合スーパー業態の店舗名を「サンリブ」としているが、当店は開店時の店舗名を引き継いでマルショク流川店とされていた。
2013年2月28日に閉店。マルショクでは、地域の商業環境の変化したことや、建物が老朽化していて、耐震化工事に大規模な投資が必要なこと等を主な理由としている。
閉店後建物は解体され、跡地には自社で新たな食品スーパーの出店等が検討された。最終的には再出店が確定し、「マルショク流川通り店」としてオープンすることになり、2016年9月7日にオープンした。

## 施設
- 所在地 - 大分県別府市楠町4番18号
- 売場面積 - 7,500m2
- 延べ面積 - 11,000m2
- 建物規模 - 地上7階（店舗1-4階、立体駐車場4・5階、店舗事務所6・7階）
- 駐車場 - 立体駐車場約200台、平面駐車場約300台。（無料）
- 営業時間 - 9:00-20:00（一部を除く）

## 歴史・沿革
- 1957年5月3日 - 別府食品株式会社（現在のマルショク →サンリブ）の3店目の店舗である丸食流川店として開業。生鮮3品、一般食品、雑貨を取り扱う木造2階建て、約400m2の食品スーパーであった[1][2]。その後、数年ごとに増改築を重ねる。
- 1964年 - マルショク他店に先駆けてレジスターを導入。
- 1966年11月 - 増床、衣料品の取扱を開始、総合スーパーとなる。
- 1981年4月1日 - 大規模増床開店。7階建て、延べ面積11,000m2で、建物がほぼ現在の姿となる[2]。立体駐車場も設置。増築部分にあった菊家本店は隣接地に移転。
- 1984年12月 - マルショク初のPOSシステム導入。
- 2007年8月26日 - 改築のために全館一時閉店。
- 2007年10月4日 - 1階のみ暫定再開店。レジの拡充などを実施。その後、各階順次改装再開店。
- 2007年12月 - 3階のベスト電器跡に大分カルチャー学院の文化教室がオープン。
- 2008年12月 - ダイソーが3階に移転後、4階に大ホール（催事場）が整備される。
- 2012年7月 - 2013年2月を目途に閉店することが明らかになった[1]。
- 2013年2月28日 - 午後6時をもって閉店。
- 2013年12月 - 解体を開始[3]。
- 2016年9月7日 - 流川通り店としてオープン[5]。

## フロア案内
2021年現在のフロア構成
| 階 | フロア概要                                                                     |
| -- | ------------------------------------------------------------------------------ |
| 1F | 生鮮食品、一般食品、酒、生活雑貨、文具、ペットフード、お弁当ヒライ、総合案内所 |

旧店舗末期の2011年のフロア構成。
| 階 | フロア概要 |
| -- | --- |
| 6F | マルショク店舗事務所、塔屋 |
| 5F | 立体駐車場 |
| 4F | 大ホール（大催事場）、地蔵院聖徳殿（寺院：非常階段より入る）、立体駐車場                                                         |
| 3F | 生活雑貨、台所用品、ペット用品、ザ・ダイソー、大分カルチャー学院（文化教室）、友岡歯科医院、喫茶                                 |
| 2F | 婦人服、紳士服、子供服、ベビー服、肌着、靴下、バッグ、寝具、インテリア、スポーツ                                                 |
| 1F | 生鮮食品、一般食品、酒、生活雑貨、調剤薬局、靴、生花、化粧品、クリーニング、うどん屋、お弁当ヒライ、眼鏡、催事、整体、総合案内所 |

なお、1990年代末期のフロア構成は以下の通りであった。
| 階 | 1990年代末期のフロア概要                                                                                             |
| -- | --- |
| 6F | マルショク店舗事務所、塔屋                                                                                           |
| 5F | 立体駐車場 |
| 4F | ザ・ダイソー、地蔵院聖徳殿（寺院：非常階段より入る）、立体駐車場                                                     |
| 3F | ベスト電器、おもちゃのまつや、本の明倫堂、生活雑貨、台所用品、ペット用品、インテリア、友岡歯科医院、ゲームセンター   |
| 2F | 婦人服、紳士服、子供服、ベビー服、肌着、靴下、バッグ、寝具、スポーツ                                                 |
| 1F | 生鮮食品、一般食品、生活雑貨、薬局、生花、靴、カメラ、化粧品、クリーニング、酒の得々市場、うどん屋、催事、総合案内所 |

## 交通アクセス

### 鉄道
- JR九州：日豊本線別府駅から徒歩8分。

### バス
- 亀の井バス：流川2丁目停留所下車徒歩1分、流川ゆめタウン前停留所下車徒歩3分、別府北浜停留所（①トキハ国道側、②トキハ駅前通り側、③亀の井バスセンター）下車徒歩5分。
- 大分交通：流川ゆめタウン前停留所下車徒歩3分、別府北浜停留所（①トキハ国道側、②トキハ駅前通り側、④大分交通北浜待合所、⑤銀座街入口）下車徒歩5分。

### 付近の主要道路
- 国道10号（別大国道）
- 流川通り（大分県道52号別府庄内線）

## 周辺施設
- トキハ別府店
- ゆめタウン別府
- マルミヤストア別府駅店 - 旧ダイエー別府店が2012年3月に閉店した後に出店。
- 別府駅商業施設 - 別府駅市場商店街、BIIS南館専門店街、B-passageなど。
- ヤマダ電機別府駅前店
- エディオン別府店
- 菊家本店 - かつて当店の場所に立地。現在は当店隣接地に移転。
- ソルパセオ銀座商店街
- 流川通り商店街
- 竹瓦温泉

## その他
- 幾度も改装されてはいるものの昭和中期の都市型総合スーパーの面影を色濃く残しており、1階にはホワイトボードの伝言板も設置されていた。
- 精肉、鮮魚、総菜売場は直営の他にテナントが数店ずつ入居していた。
- 4階催事場大ホールはフリーマーケットなどのイベントや文化教室の催事、企業催事などに使われていた。お歳暮、お中元ギフトセンターなどの催事には1階催事場が利用されることが多かった。
- エスカレーターは1-3階までしか設置されておらず、それ以外の階にはエレベーターか階段を利用することになる。
- 1981年3月に、温泉地熱による地盤上昇対策として、地下に重さ30トンの巨石が40個ほど埋め込まれた[6]。
- 増床前は老朽化が進み、店内で買い物客が傘を射して買い物をする光景が見られた[6]。